# Мясников, Михаил Иванович
Михаи́л Ива́нович Мяснико́в (21 ноября 1922, Колпны, Орловская губерния — 25 июля 2005, Днепропетровск) — полковник Советской Армии, участник Великой Отечественной войны, Герой Советского Союза (1945 год).

## Биография
Михаил Мясников родился 21 ноября 1922 года в селе Колпны (ныне — посёлок в Орловской области). Окончил десять классов школы. В 1939 году Мясников был призван на службу в Рабоче-крестьянскую Красную Армию. С первого дня Великой Отечественной войны — на её фронтах. Участвовал в обороне Брестской крепости, дважды был ранен. После выписки из госпиталя Мясников был направлен на учёбу в Орловское танковое училище, которое окончил в августе 1942 года. Участвовал в битве за Кавказ и сражениях на Малой Земле, был ранен.
К маю 1944 года старший лейтенант Михаил Мясников был заместителем командира танкового батальона 63-й танковой бригады Приморской армии. Отличился во время штурма Севастополя. 7 мая 1944 года Мясников заменил собой выбывшего из строя командира батальона и во главе батальона ворвался в Севастополь. В тех боях Мясников перекрыл противнику пути отхода, был ранен, но продолжал сражаться. Всего в тех боях батальон Мясникова уничтожил 64 артиллерийских орудия, 9 штурмовых орудий, более 300 солдат и офицеров противника, ещё 2000 взял в плен.
Утром 12 мая у юго-восточной оконечности Камышевой бухты Севастополя произошёл встречный танковый бой, исключительную отвагу в котором проявил заместитель командира 1-го танкового батальона старший лейтенант Михаил Мясников. Во главе четырёх боевых машин он пошёл навстречу немецким самоходкам, и, «проявляя исключительное мужество и геройство, … самоотверженно дрался, нанося тяжелые удары втрое превосходящему противнику. Экипажи, следуя примеру своего командира, дрались до последнего вздоха. Уничтожая машину за машиной и тесня врага к морю, батальон окончательно сломил сопротивление противника». Несмотря на то, что танк Мясникова был подбит, а он сам и весь его экипаж получили ранения, офицер продолжал руководить боем, пока тысячная группировка немецкой пехоты не сдалась в плен. Экипажи Таманской бригады выиграли «последний бой». На берегу Камышевой бухты горели девять немецких самоходок (еще четыре были захвачены), лежали трупы 280 солдат и офицеров Вермахта.
Указом Президиума Верховного Совета СССР от 24 марта 1945 года за «образцовое выполнение боевых заданий командования на фронте борьбы с немецкими захватчиками и проявленные при этом отвагу и геройство» старший лейтенант Михаил Мясников был удостоен высокого звания Героя Советского Союза с вручением ордена Ленина и медали «Золотая Звезда» за номером 3709.
После окончания войны Мясников продолжил службу в Советской армии. В 1960-х годах — военный комиссар Ингулецкого района в городе Кривой Рог. В 1971 году участвовал в торжественной церемонии открытия Мемориального комплекса «Брестская крепость-герой». 
В 1975 году в звании полковника он был уволен в запас. Проживал в Днепропетровске. Активно занимался общественной деятельностью.
Умер 25 июля 2005 года, похоронен на Аллее Героев Запорожского кладбища Днепропетровска.
Почётный гражданин Днепропетровска. Был также награждён двумя орденами Отечественной войны 1-й степени, двумя орденами Красной Звезды, рядом медалей.
В честь Мясникова установлен бюст в его родном городе.